# Conde de Tankerville

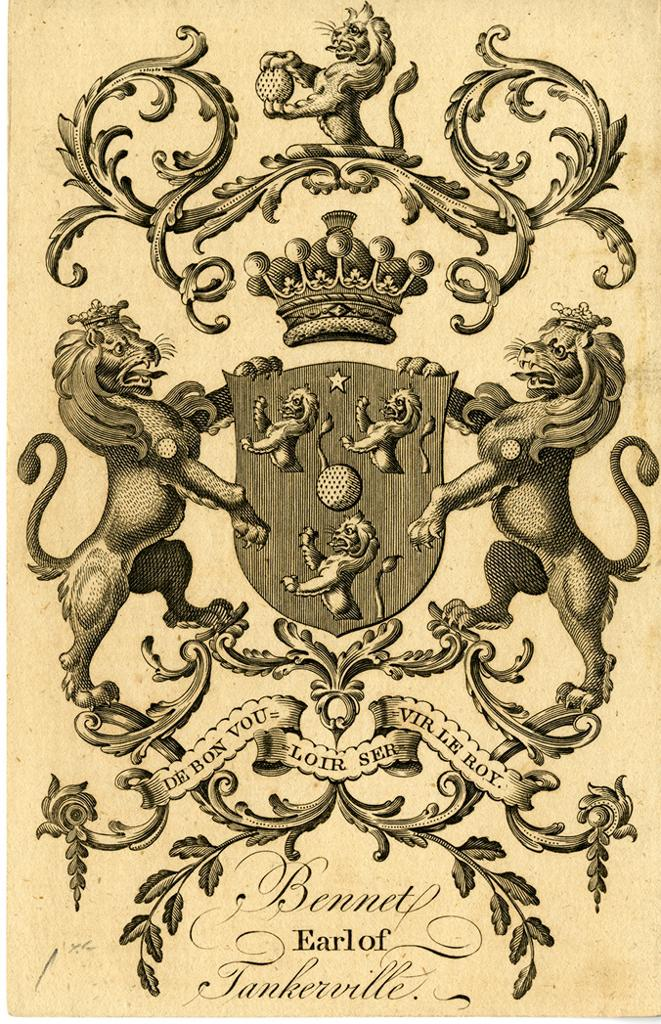
Ex libris mostrando las armas de los condes de Tankerville (tercera creación): Gules, un besante entre tres medio leones rampantes en argent. Cresta - Una doble escalera de oro. Otra cresta - Fuera de una corona mural oro, la cabeza de un león de gules sobre el cuello un besante. Apoyos - Dos leones en argent con corona ducal, cada uno cargado en el hombro con un roel. Lema - De bon vouloir servir le roy.

Conde de Tankerville (en inglés, Earl of Tankerville) es un título de nobleza tomado de Tancarville en Normandy. El título ha sido creados tres veces: dos veces entre la nobleza de Inglaterra y otro (en 1714) en la nobleza de Gran Bretaña para Charles Bennet, II barón Ossulston. Su padre, John Bennet, I barón Ossulston, fue el hermano mayor de Henry Bennet, I conde de Arlington.
El conde de Tankerville tiene el título subsidiario de barón Ossulston, de Ossulston en el condado de Middlesex (1682), entre la nobleza de Inglaterra. El actual conde vive en West London y North Yorkshire.

## Condes de Tankerville, primera creación (1418)
- John Grey, I conde de Tankerville (1384–1421)
- Henry Grey, I conde de Tankerville (1419–1450)
- Richard Grey, I conde de Tankerville (1436–1466) (perdió sus tierras en 1453, sancionado 1459)

## Condes de Tankerville, segunda creación (1695)
- Véase Barón Grey de Werke

## Barones Ossulston (1682)
- John Bennet, I barón Ossulston (1618–1695)
- Charles Bennet, II barón Ossulston (1674–1722) (creado Conde de Tankerville en 1714)[2]

## Condes de Tankerville, tercera creación (1714)

Armas de los condes de Tankerville

- Charles Bennet, I conde de Tankerville (1674–1722)
- Charles Bennet, II conde de Tankerville (1697-1753)
- Charles Bennet, III conde de Tankerville (1716–1767)
- Charles Bennet, IV conde de Tankerville (1743–1822)
- Charles Augustus Bennet, V conde de Tankerville (1776–1859)
- Charles Augustus Bennet, VI conde de Tankerville (1810–1899)
  - Charles Bennet, Lord Ossulston (1850–1879)
- George Montagu Bennet, VII conde de Tankerville (1852–1931)
- Charles Augustus Ker Bennet, VIII conde de Tankerville (1897–1971)
- Charles Augustus Grey Bennet, IX conde de Tankerville (1921–1980)
- Peter Grey Bennet, X conde de Tankerville (n. 1956)

El heredero natural es el primo del actual titular, Adrian George Bennet (n. 1958).